# 洋州
洋州（ようしゅう）は、中国にかつて存在した州。南北朝時代から明初にかけて、現在の陝西省漢中市東部に設置された。

## 概要
西魏の廃帝のとき、洋州が立てられた。州名は州域を流れる洋水に由来する。州治は豊寧県に置かれた。洋州は洋川郡に属する洋川・黄金の2県と懐昌郡に属する懐昌県と洋中郡と豊寧郡に属する豊寧県を管轄した。
570年（天和5年）、北周により懐昌郡は廃止され、豊寧郡に編入された。
583年（開皇3年）、隋が郡制を廃すると、洋州に属する洋川郡・洋中郡・豊寧郡の3郡が廃止された。605年（大業2年）、洋州は廃止された。
618年（武徳元年）、唐により梁州の西郷・黄金・興勢の3県をもって洋州が立てられた。州治は西郷県に置かれた。742年（天宝元年）、洋州は洋川郡と改称された。758年（乾元元年）、洋川郡は洋州の称にもどされた。洋州は山南西道に属し、西郷・黄金・興道・洋源・真符の5県を管轄した。
宋のとき、洋州は利州路に属し、興道・西郷・真符の3県を管轄した。
元のとき、洋州は興元路に属し、属県を持たない散州となった。
1370年（洪武3年）、明により洋州は廃止され、洋県に降格した。